# Catharsius congolensis
Catharsius congolensis là một loài bọ cánh cứng trong họ Bọ hung (Scarabaeidae).